# Folder 5
Folder 5 (フォルダファイヴ  Forudafaivu?) fue un grupo de chicas originario de la Escuela de actores de Okinawa con canciones y coreografías similares a las de MAX o SPEED. Son un derivado del grupo pop-funk Folder, pero en lugar de seguir el mismo estilo de música se han decantado más hacia el euro beat en el primer año y hacia el pop en el segundo. Firmadas por Avex, las chicas ganaron la mayor parte de su popularidad con el sencillo Believe, usado como opening de la serie One Piece, luego también seleccionadas para cantar el sencillo Ready! para el primer especial de la misma serie (Jango`s Dance Carnival).
Aunque nunca llegaron a tener múltiples éxitos en las listas, tuvieron un pequeño seguimiento en la escena J-Pop después del anuncio oficial de su separación en 2002. Desde entonces algunas de sus miembros han estado trabajando en sus carreras en solitario.

## Biografía
Folder 5, originado de la banda de Avex, Fólder, comenzó en agosto de 1997 y estaba comprendido por siete miembros todos entre los 9 y 12 años. Los miembros se graduaron en la famosa escuela de actores de Okinawa, que es responsable de producir muchos talentos, incluida Amuro Namie.
Entre estos siete miembros estaban las cinco chicas de Folder 5 y dos chicos, uno de los cuales era el vocalista líder, Daichi. Sin embargo, los chicos abandonaron Folder cuando la disolución del grupo fue anunciada y su discográfica Avex inicio un nuevo proyecto, introduciendo elementos del eurobeat, una versión japonesa del dance europeo, en el nuevo grupo musical.
Fue idea provino de los directores de marketing de la discográfica, elegir a Akina para ocupar el que había sido el puesto de Daichi. Ella se convirtió en la voz predominante y también en la representación visual, soportando las sesiones fotográficas y los bailes. Esto fue un acertado movimiento debido a su atractiva apariencia.
SUPERGIRL fue el primer single del grupo., una canción eurobeat optimista que incluía una parte de rap. Lamentablemente, el sencillo de debut no se vendió como Avex había esperado y no cumplió con sus expectativas.
Tomando todo esto en consideración, se deduce que Avex no quiso dedicar muchos esfuerzos por este grupo y estuvo satisfecho por un beneficio razonable. Con esta intención, el grupo firmó para estar presente en publicidad y hacer la música de fondo de algunos créditos de series con la esperanza de mejorar las ventas musicales.
Cuando el verano llegó, Folder 5 fue capaz de mostrar la vista anticipada de su actuación en vivo para promocionar sus nuevas canciones en Fuji TV. Su segundo single, AMAZING LOVE, el cual fue un cover en japonés de "A Song For You" de Rose; era mucho más enérgico que el primer single y más cerca del verdadero eurobeat.
En noviembre el grupo fue seleccionado para cantar el opening del anime One Piece. La canción era BELIEVE, la cual era un cover en japonés de la canción de eurobeat "Dreamin' Of You", interpretada originalmente por Elena Gobbi Frattini bajo el alias de LOLITA. El sencillo tenía una sorprendente intro de rock y se hizo el tema más popular de toda su carrera.
Las chicas anunciaron entonces que su primer álbum seria lanzado en julio de 2001, llamado HYPER GROOVE 1. Hicieron una parte del lanzamiento a finales de mes ayudadas por Akasaka Blitz. Para este álbum hicieron una buena compilación para la nueva banda que contenía los sencillos que habían publicado anteriormente. En general, puede llamarse un resumen del primer año del grupo.
La segunda fase de Folder 5 comenzó a finales de 2001 con el lanzamiento de GO AHEAD consistente en canciones influidas por remixes y canciones trance, muy populares en ese tiempo. Para este lanzamiento, Avex solicitó a T-Kimura de M.O.V.E. componer y escribir para el grupo. A causa de esto, se decidió que el presupuesto de promoción del grupo fuera aumentado. Al mismo tiempo, cada miembro empezó a tener más partes vocales iguales en vez de centrarse en Akina. Esos esfuerzos fueron bien recompensados, el sencillo fue bien aceptado por el público y el resto de los miembros comenzó a hacerse parte del mundo idol japonés.
Los siguientes dos singles disminuyeron las esperanzas de Avex en Folder 5, el grupo abandono el sonido eurobeat a cambio de un sonido pop-dance. Las ventas de esos singles no vaticinaban un buen futuro para el grupo. Las ganancias de FIVE GIRLS fueron peores que las de su antecesor, aunque no supuso un verdadero shock. En agosto, las chicas se unieron a la boy band w-inds, y a FLAME en el sencillo World Needs Love, una de las canciones oficiales para el mundial de fútbol de Corea y Japón para un grupo llamado Earth Harmony.
En noviembre Akina dejó el grupo para comenzar su carrera en solitario, pero sus ventas parecieron ser similares a las de Folder 5. No había ninguna actividad confirmada para las restantes cuatro chicas. Otra vez, con intención de obtener beneficios del dinero invertido en el grupo, se editó un álbum mega mix en enero de 2003 llamado HYPER GROOVE PARTY. A raíz de esto, Avex combinó el final de los grupos Folder y Folder5, editando Complete Box que contenía todos los álbumes y DVD del grupo.
Después de la disolución, algunos miembros trataron de sobrevivir en el mundo idol y del jpop. Akina editó dos singles diferentes, pero rápidamente se hundieron en la lista del Oricon. También tenía poco éxito en las series, y su sitio web ha permanecido inalterado por más de dos años.
Hikari también trato de seguir los pasos de muchas otras idol. Finalmente tuvo éxito, emergiendo en 2006 actuando en dos series y tomando parte en la película de Death Note. Desde entonces sigue en esa dirección trabajando en una serie y una película en la primera parte de 2007.
Arisa continúo produciendo música, retornando a los indies bajo el pseudónimo de Arie y editando un álbum a principios de 2006. 
Moe y Natsu, desde el fin del grupo parecen haber sido olvidadas, siguiendo la línea de muchas otras idol...

## Discografía

### Sencillos
- Ready!
- Supergirl (Editado el 10-5-00)
- Amazing Love (Editado el 23-8-00)
- Believe (Editado el 29-11-00)
- Stay... (Editado el 14-3-01)
- Final Fun-Boy (Editado el 13-6-01)
- Go ahead (Editado el 14-11-01)
- Magical eyes (Editado el 6-3-02)
- My Miracle (Editado el 29-5-02)

### Álbum
- Hyper Groove 1 (Editado el 25-7-01)
- Five Girl (Editado 17-7-02)
- Hyper Groove Party (Editado el 22-1-03)
- Folder + Folder 5 Complete Box (Editado el 25-6-03)

### DVD
- Hyper Groove Clips (Editado el 12-12-03)
- Hyper Groove Clips 2 (Editado el 19-3-03)
- Folder + Folder 5 Complete Box (Editado el 25-6-03)

## Anime
| Año/s     | Canción | Anime     | Opening/Ending | Episodios | N.º | Tipo     | Álbum          | Romajī | Japonés      |
| --------- | ------- | --------- | -------------- | --------- | --- | -------- | -------------- | ------ | ------------ |
| 2001      | Ready!  | One Piece | Tema Principal |           |     | Especial | HYPER GROOVE 1 | Rīdī   | 「リーヂー」 |
| 2000-2002 | Believe | One Piece | Opening        | 48-115    | 2   | Anime    | HYPER GROOVE 1 | Birību | 「ビリーブ」 |